# Kåseberga
Kåseberga är en småort i Ystads kommun i Skåne län. 
Som en förvandling från Sandhammarens rev skjuter Kåsehuvud ut med närmare 30 meter över havet i den sydligaste delen av Valleberga socken. Några hundratal meter nordväst om Kåsehuvud ligger Ales stenar.
Ales väg löper från Östra kustvägen i norr genom västra sidan av byn ner till fiskhamnen, med trappor och en stig mot Ales stenar. I hamnen fanns från 2007 till 2016 ett museum över hela sjöräddningsväsendet i Sverige i SSRS:s tidigare sjöräddningsstation.

## Historia
Enligt Rune Buntes artikel Fiske och fiskelägen i Skåne har Kåseberga omnämnts i litteraturen redan under medeltiden tillsammans med bland annat Skanör, Falsterbo, Malmö, Skåre, Ystad och Simrishamn såsom reglerade fiskelägen för fiske och fiskhandel. 
Enligt samma artikel hade Kåseberga år 1684 nio roddbåtar och 18 besättningsmän. År 1858 fanns det 24 egentliga fiskare i Kåseberga och dessa hushåll hade en sammanlagd inkomst av 12 600 kronor. Utöver dessa yrkesfiskare fanns ett stort antal binäringsfiskare, till exempel fiskebönder, som snabbt kunde anpassa sig till olika arbetssituationer beroende på konjunkturerna. 
Att Kåseberga haft ganska stor betydelse som fiskeläge framgår bland annat av en sammanslagen rangordning beträffande antalet yrkesfiskare, kostnader för fisket samt lönsamheten under åren 1876-1960. Av denna kan man utläsa att Kåseberga bland Skånes cirka 50 städer och fiskelägen legat som nr 17 och 18 under åren 1881-1890 och var då större än till exempel Simrishamn som "fiskproducent". Även under åren 1931-1940 låg Kåseberga som nr 17 och 18 i rangordningen för Skånes fiskelägen medan rangordningen var 39 åren 1916-1920 för att åren 1951-1955 gå upp till nummer 14. 

### Befolkningsutveckling
| Befolkningsutvecklingen i Kåseberga 1990–2015 | Befolkningsutvecklingen i Kåseberga 1990–2015 | Befolkningsutvecklingen i Kåseberga 1990–2015 | Befolkningsutvecklingen i Kåseberga 1990–2015 | Befolkningsutvecklingen i Kåseberga 1990–2015 |
| --------------------------------------------- | --------------------------------------------- | --------------------------------------------- | --------------------------------------------- | --------------------------------------------- |
|                                               |                                               |                                               |                                               |                                               |
| År                                            |                                               |                                               | Folkmängd                                     | Areal (ha)                                    |
| 1990                                          | 1990                                          |                                               | 176                                           | 11#                                           |
| 1995                                          | 1995                                          |                                               | 146                                           | 12#                                           |
| 2000                                          | 2000                                          |                                               | 152                                           | 12#                                           |
| 2005                                          | 2005                                          |                                               | 150                                           | 12#                                           |
| 2010                                          | 2010                                          |                                               | 135                                           | 14#                                           |
| 2015                                          | 2015                                          |                                               | 118                                           | 29#                                           |
| Anm.: # Som småort.                           |                                               |                                               |                                               |                                               |

## Galleri

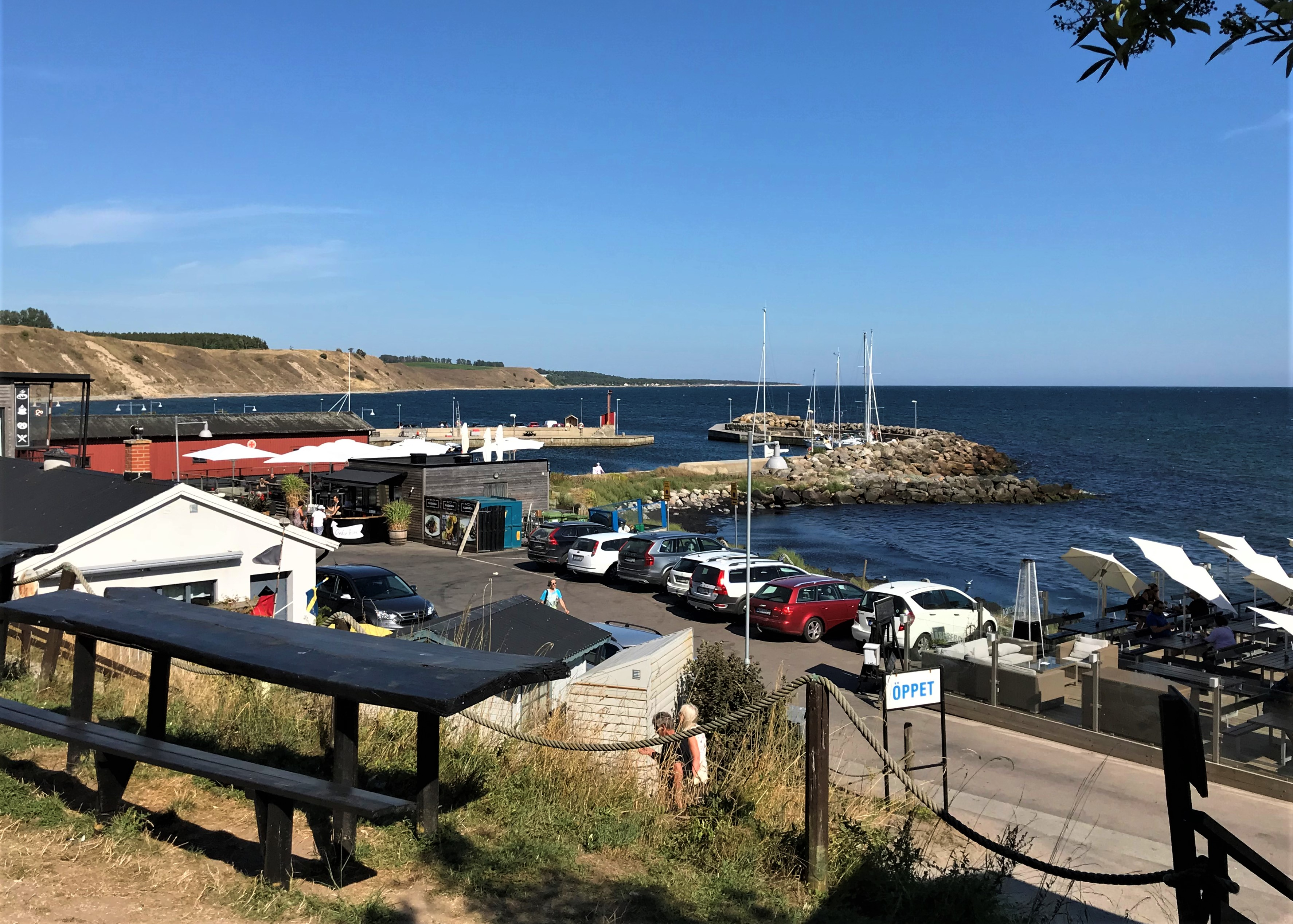
Hamnen i Kåseberga.
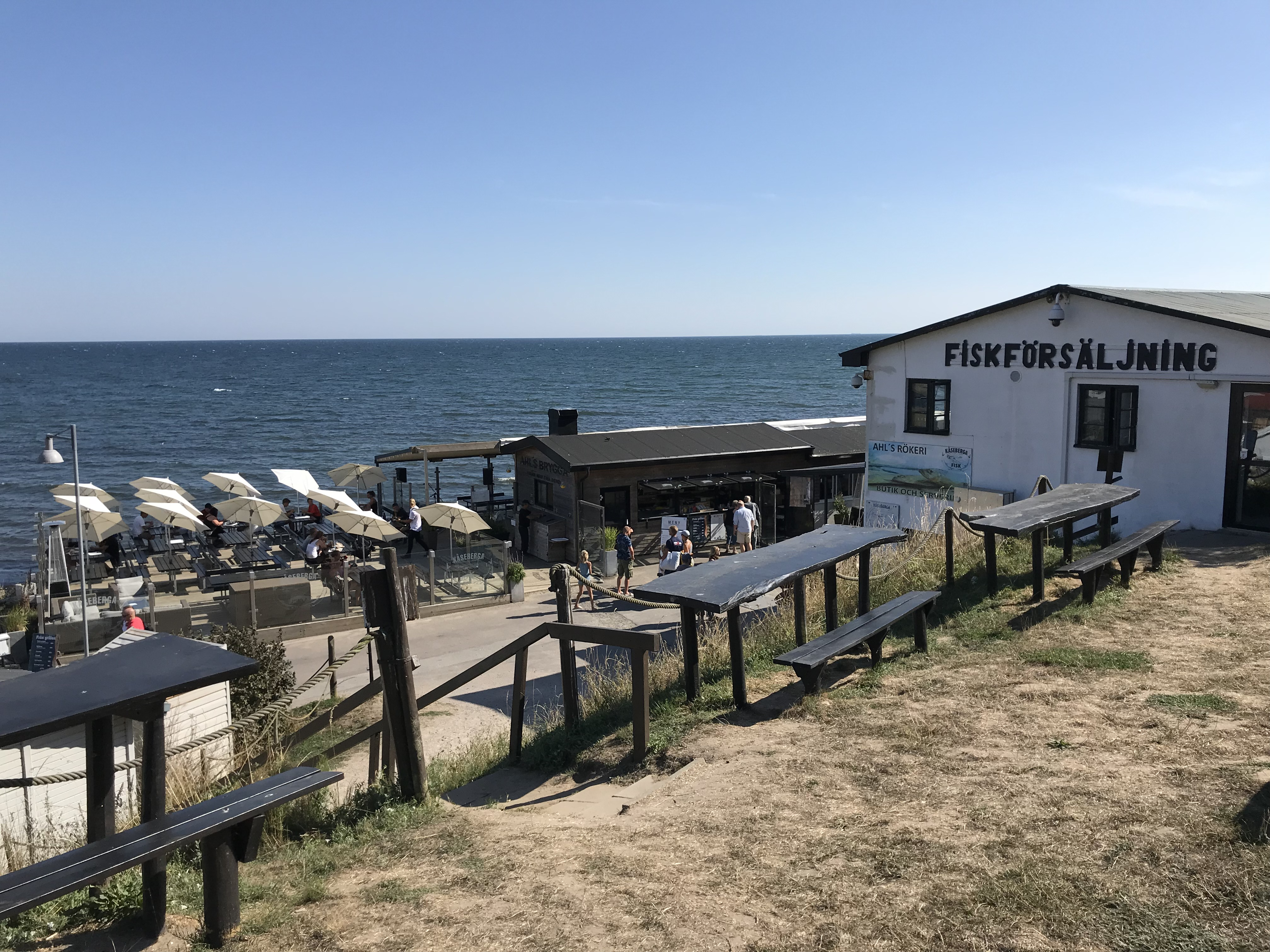
Fiskförsäljning i hamnen.
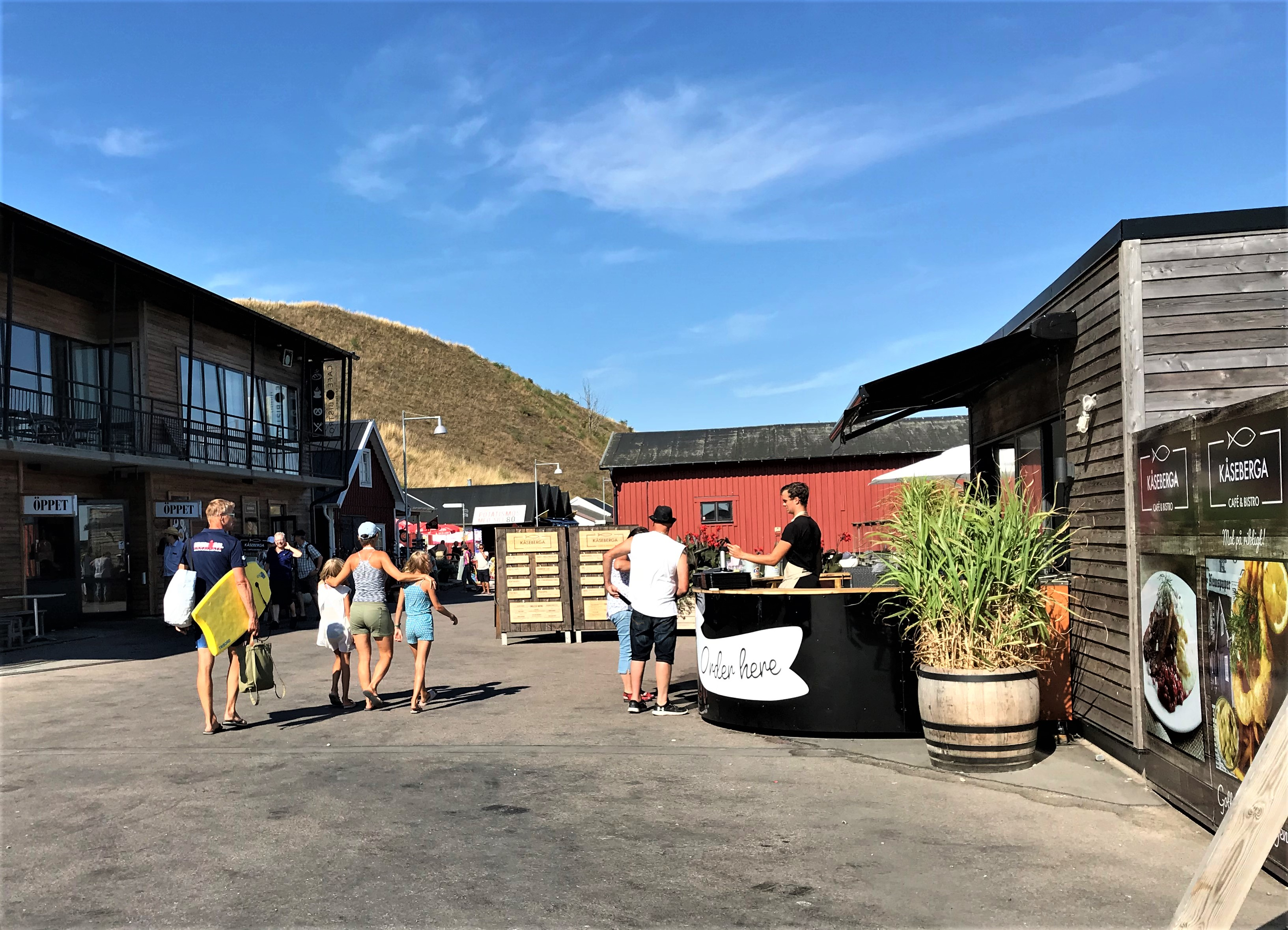
Ales väg, som löper från Östra kustvägen norr om byn ner till hamnen.
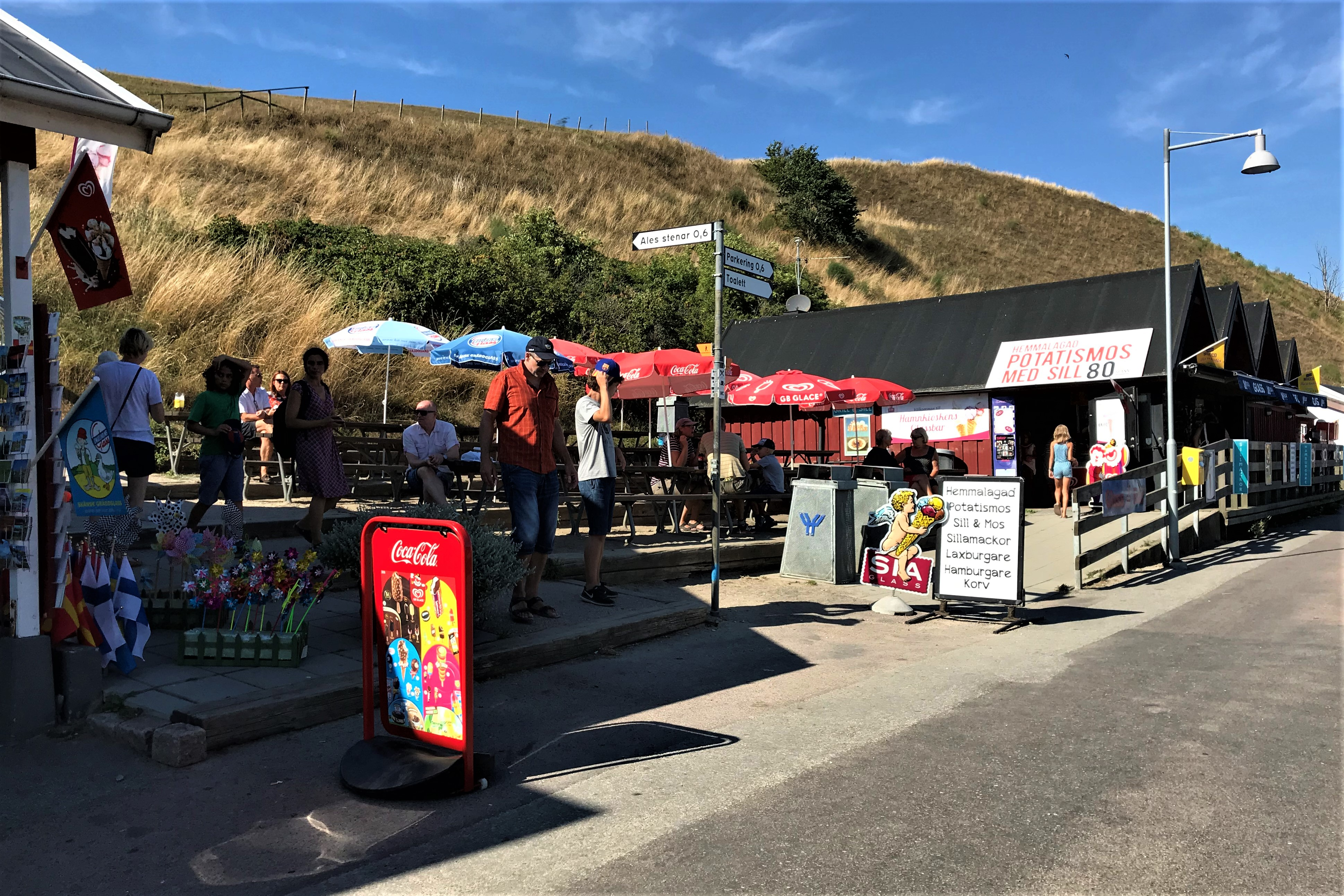
Skylt mot Ales stenar nere vid Ales väg.
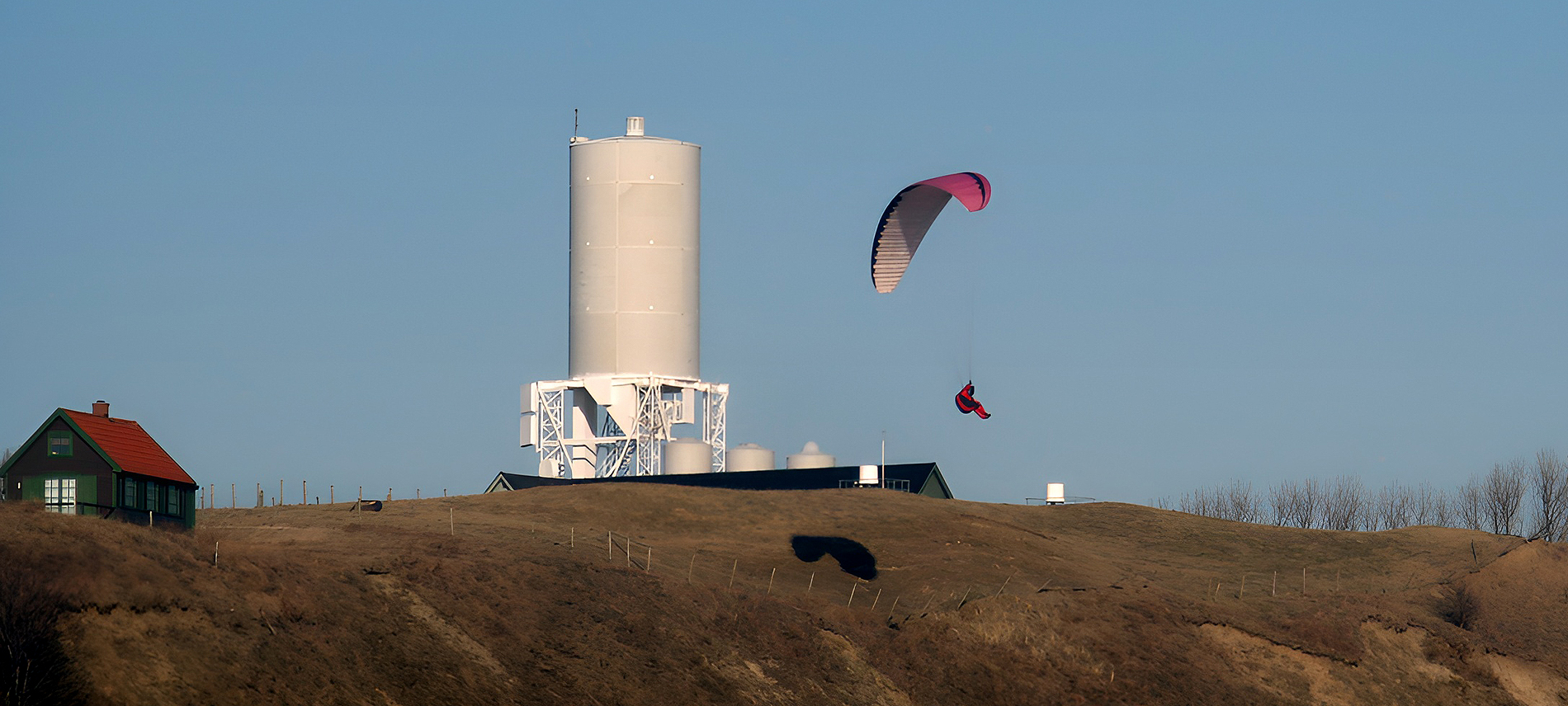
FRAs anläggning för signalspaning är ett "landmärke" som syns vida omkring.
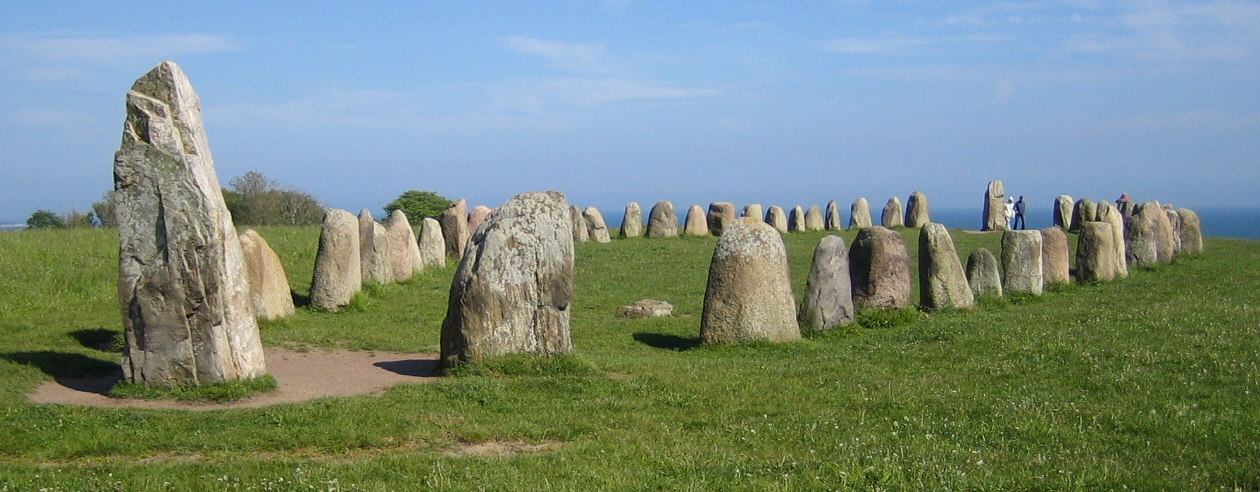
Ales stenar.
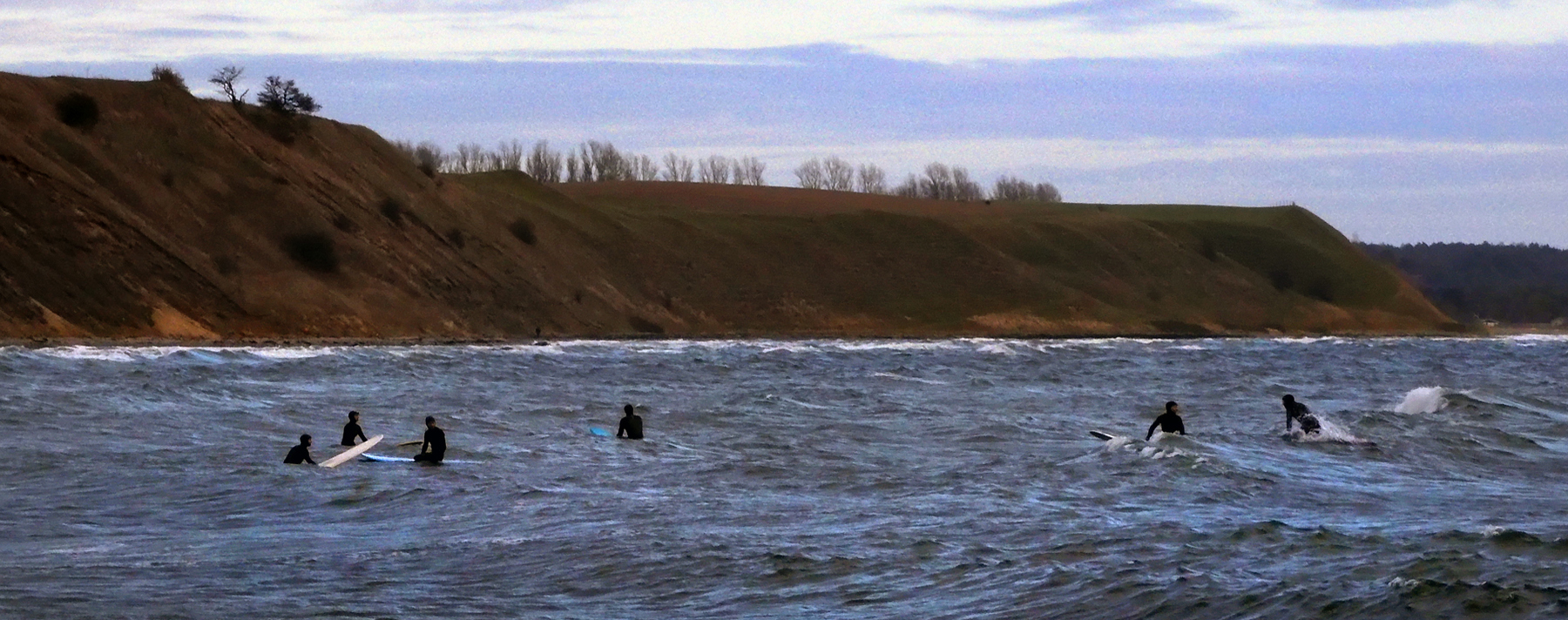
Kåseberga är populärt bland surfare.
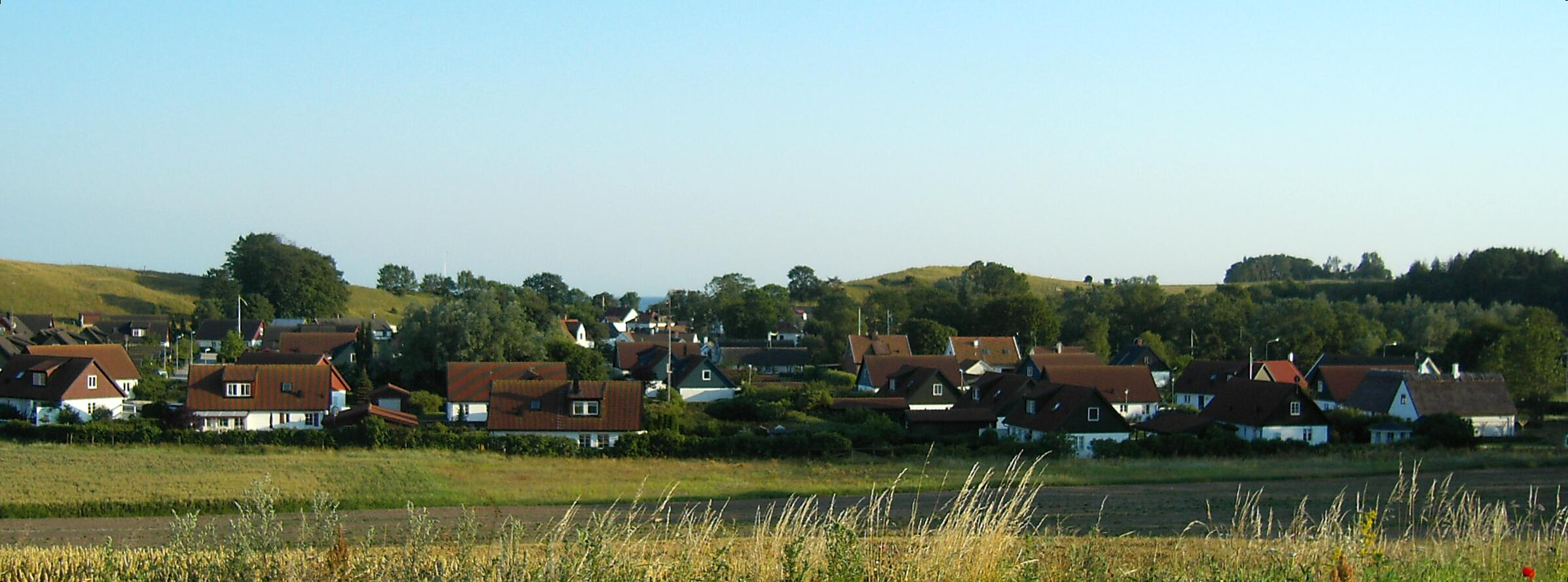
Panorama över Kåseberga by.
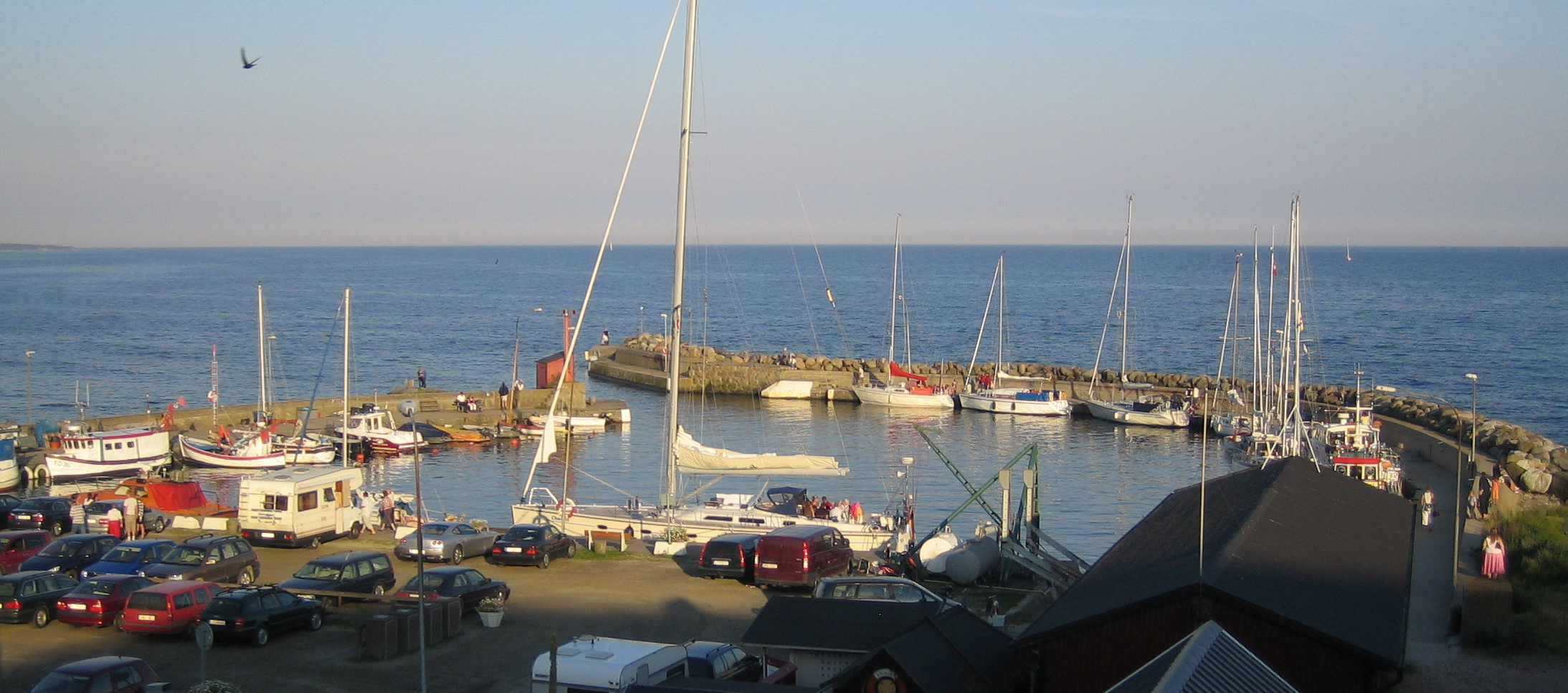
Hamnen i Kåseberga.